# Krypta Umučení svatého Diviše

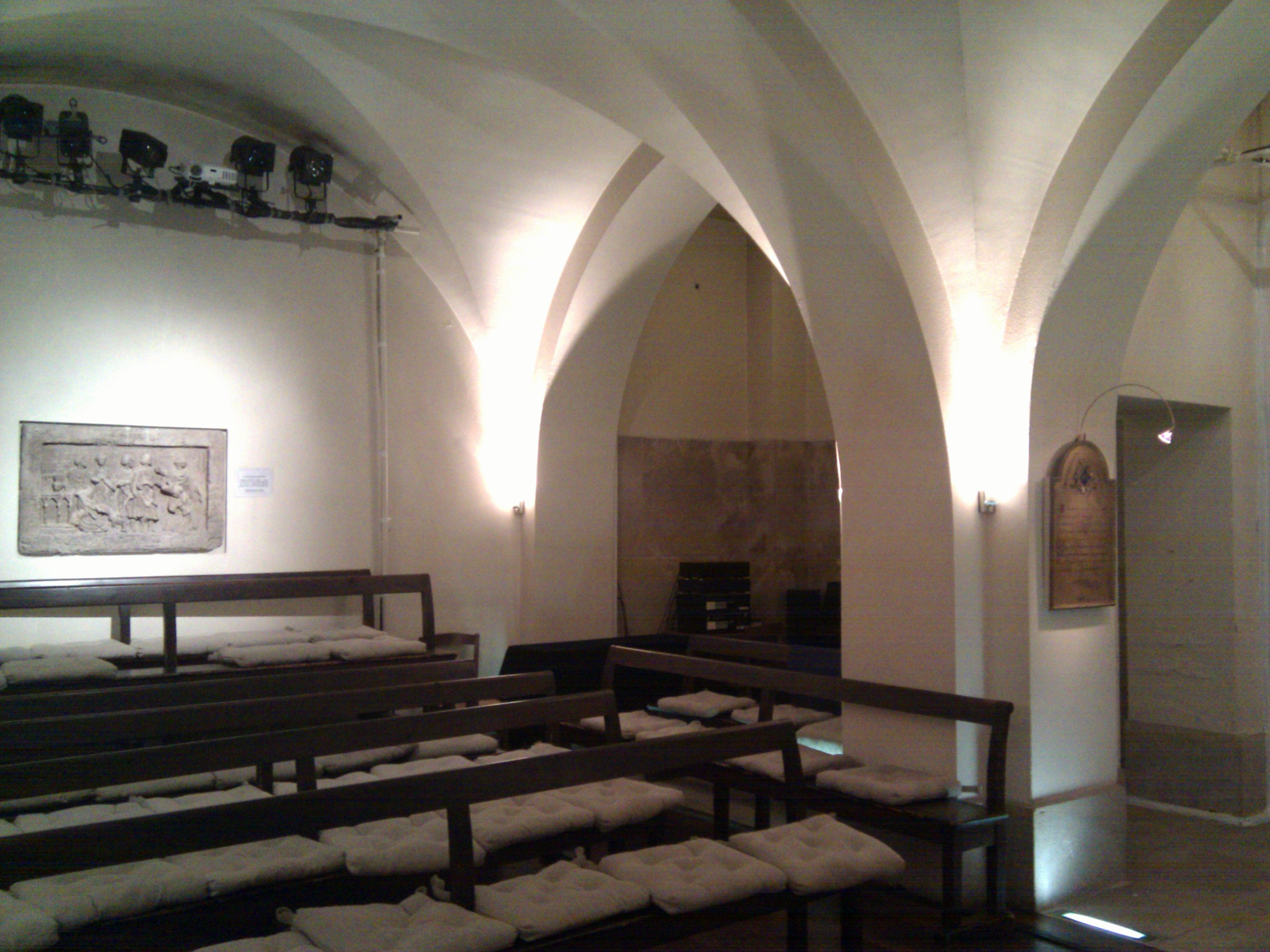
Interiér krypty

Krypta Umučení svatého Diviše (francouzsky Crypte du martyrium de saint Denis) je krypta v Paříži, kde byl v roce 1534 založen Jezuitský řád. Nachází se v ulici Rue Yvonne-le-Tac č. 11 v 18. obvodu.

## Historie
Krypta byla vybudována na místě, o kterém se předpokládalo, že zde byl ve 3. století sťat svatý Diviš. Od 6. století se místo stalo jedním z cílů svatodivišských poutí, které prosazovala svatá Geneviève.
V roce 1133 královna Adéla Savojská s manželem Ludvíkem VI. založila ženský benediktinský klášter, ke kterému patřila kaple. Tu vysvětili papež Evžen III., Bernard z Clairvaux a Petr Ctihodný. V roce 1169 ji navštívil Tomáš Becket.
Dne 15. srpna 1534 Ignác z Loyoly, František Xaverský, Petr Faber a pět dalších společníků zde složili řeholní sliby chudoby a čistoty a slíbili vykonat pouť do Jeruzaléma. Tento akt se stal založením Tovaryšstva Ježíšova, které bylo schváleno roku 1540.
Během rekonstrukce kaple v roce 1611 bylo objeveno schodiště vedoucí do staré podzemní krypty. Následně se místo stalo cílem poutníků a v roce 1613 bylo založeno převorství závislé na starším opatství.
Opatství bylo zrušeno a prodáno během Velké francouzské revoluce. V roce 1854 zde byla vybudována malá modlitebna na místě předpokládaného umučení sv. Diviše a současná krypta vznikla v letech 1886–1887.